# La Charmée
La Charmée és un municipi francès, situat al departament de Saona i Loira i a la regió de Borgonya - Franc Comtat. L'any 2007 tenia 667 habitants.

## Demografia

### Població
El 2007 la població de fet de La Charmée era de 667 persones. Hi havia 257 famílies, de les quals 35 eren unipersonals (27 homes vivint sols i 8 dones vivint soles), 105 parelles sense fills, 101 parelles amb fills i 16 famílies monoparentals amb fills.
La població ha evolucionat segons el següent gràfic:
Habitants censats

### Habitatges
El 2007 hi havia 269 habitatges, 253 eren l'habitatge principal de la família, 9 eren segones residències i 7 estaven desocupats. Tots els 269 habitatges eren cases. Dels 253 habitatges principals, 236 estaven ocupats pels seus propietaris, 15 estaven llogats i ocupats pels llogaters i 2 estaven cedits a títol gratuït; 3 tenien dues cambres, 14 en tenien tres, 56 en tenien quatre i 180 en tenien cinc o més. 241 habitatges disposaven pel capbaix d'una plaça de pàrquing. A 65 habitatges hi havia un automòbil i a 180 n'hi havia dos o més.

### Piràmide de població
La piràmide de població per edats i sexe el 2009 era:
| Homes | Edats   | Dones |
| ----- | ------- | ----- |
| 0     | 95 o +  | 4     |
| 0     | 90 a 94 | 0     |
| 8     | 85 a 89 | 0     |
| 0     | 80 a 84 | 0     |
| 4     | 75 a 79 | 12    |
| 12    | 70 a 74 | 8     |
| 4     | 65 a 69 | 8     |
| 4     | 60 a 64 | 12    |
| 12    | 55 a 59 | 12    |
| 32    | 50 a 54 | 24    |
| 20    | 45 a 49 | 28    |
| 24    | 40 a 44 | 16    |
| 28    | 35 a 39 | 28    |
| 24    | 30 a 34 | 20    |
| 8     | 25 a 29 | 16    |
| 8     | 20 a 24 | 12    |
| 16    | 15 a 19 | 24    |
| 20    | 10 a 14 | 4     |
| 28    | 5 a 9   | 28    |
| 28    | 0 a 4   | 16    |

## Economia
El 2007 la població en edat de treballar era de 468 persones, 325 eren actives i 143 eren inactives. De les 325 persones actives 303 estaven ocupades (149 homes i 154 dones) i 23 estaven aturades (9 homes i 14 dones). De les 143 persones inactives 78 estaven jubilades, 44 estaven estudiant i 21 estaven classificades com a «altres inactius».

### Ingressos
El 2009 a La Charmée hi havia 259 unitats fiscals que integraven 714,5 persones, la mediana anual d'ingressos fiscals per persona era de 22.109 €.

### Activitats econòmiques
Dels 15 establiments que hi havia el 2007, 10 eren d'empreses de construcció, 1 d'una empresa de comerç i reparació d'automòbils, 1 d'una empresa de transport, 1 d'una empresa immobiliària i 2 d'empreses de serveis.
Dels 8 establiments de servei als particulars que hi havia el 2009, 2 eren paletes, 1 guixaire pintor, 1 fusteria, 3 lampisteries i 1 electricista.
L'any 2000 a La Charmée hi havia 10 explotacions agrícoles que ocupaven un total de 728 hectàrees.

## Equipaments sanitaris i escolars
El 2009 hi havia una escola elemental integrada dins d'un grup escolar amb les comunes properes formant una escola dispersa.

## Poblacions més properes
El següent diagrama mostra les poblacions més properes.